# بمب صوتی

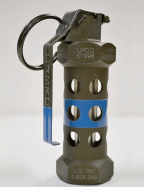
بمب صوتی و تصویری.

بمب صوتی ، که نارنجک گیج‌کننده هم نامیده شده، نارنجک بمب‌مانندی است که با ایجاد لرزش‌های صوتی شدید باعث ترس و صدمات داخلی در بدن می‌گردد.
بمب صوتی از مواد منفجره کمتری نسبت به بمب‌های دیگر ساخته شده‌است و ویژگی‌اش ایجاد صدای زیاد است؛ ولی در فاصله کم می‌تواند کشنده باشد. کاربرد آن در ایجاد رعب و وحشت است و می‌تواند صدمات جسمی و روحی هم به افراد وارد کند. تا شعاع چند متری می‌تواند صدمات شدیدی به افراد وارد کرده و باعث ناشنوایی موقت یا دائم آن‌ها شود. گاهی بمب صوتی باعث خونریزی داخلی شده و به قربانی صدمات شدیدی وارد می‌نماید.
گاهی واژه بمب صوتی و تصویری را برای موارد دیگری هم بکار برده می‌شود که بیشتر بیانگر یک خبر است.
از بمب صوتی جهت خنثی‌سازی بمب هم استفاده می‌شود.

## نارنجک نورزا

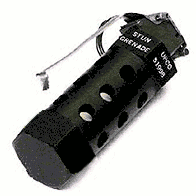
M84 نارنجک نورزا

نارنجک نورزا (فلش بنگ)  یک وسیله انفجاری است که در رده سلاح‌های غیرکشنده دسته‌بندی می‌شود و برای بی‌حس کردن -کوری- موقتی حواس دشمن از آن استفاده می‌شود. این محصول با هدف ایجاد نوری کور کننده با درجه‌ای در حدود ۷ شمع (Mcd) و صدایی شدید با درجه ۱۷۰ دسی بل (dB) طراحی شده‌است.نارنجک فوق نخستین بار در اواخر دهه ۱۹۷۰ توسط سرویس هوایی ویژه ارتش انگلیس مورد استفاده قرار گرفت.
نور شدید لحظه‌ای تمام سلولهای نور گیرنده در چشم را فعال می‌کند و به تقریب، پنج ثانیه فرد را کور می‌کند. پس از آن، قربانیان به تدریج وارد حالت پس تصویر می‌شوند که باعث اختلال در هدف‌گیری آنها می‌شود. حجم انفجار همچنین باعث ناشنوایی موقت در قربانی می‌شود و همچنین مایعات موجود در گوش را مختل می‌کند و باعث از بین رفتن تعادل فرد می‌گردد. علیرغم این که سلاح در دسته تسلیحات غیرکشنده رده‌بندی می‌شود، انفجار حاصل از این نارنجک می‌تواند منجر به بروز صدماتی گردد، همچنین گرمای ایجاد شده حاصل از انفجار آن می‌تواند در صورت مجاورت به مواد اشتعال پذیر منجر به بروز آتش‌سوزی شود. آتش‌سوزی‌هایی که در جریان محاصره سفارت ایران در لندن به وجود آمده بودند، ناشی از استفاده از همین نارنجک‌ها بود. در عین‌حال، با وجود آنکه نورزاها با هدف ایجاد صدمات محدود به قربانی طراحی شده‌اند، گزارش‌هایی مبنی بر از دست دادن کامل شنوایی نیز وجود دارد.